# Radenac
Radenac är en kommun i departementet Morbihan i regionen Bretagne i nordvästra Frankrike. Kommunen ligger i kantonen Rohan som tillhör arrondissementet Pontivy. År 2022 hade Radenac 1 067 invånare.

## Befolkningsutveckling
Antalet invånare i kommunen Radenac
| Referens: INSEE |